# Yamatoさわかみ事業承継機構
株式会社Yamatoさわかみ事業承継機構（やまとさわかみじぎょうしょうけいきこう）は、日本の事業承継ファンドの会社。
代表者は吉川明。

## 沿革
2018年11月に設立され、第2種金融商品取引業者として登録。「Yamatoさわかみ事業承継未来ファンド」を設定し、後継者のいない企業の事業承継を中心として事業をおこなっている。